# Óscar Sonejee
Óscar Sonejee Masand, född 26 mars 1976 i Santa Coloma d'Andorra, är en andorransk före detta fotbollsspelare. Han spelade bland annat för Andorras herrlandslag i fotboll och klubblagen FC Santa Coloma i Andorras högstaliga och för FC Andorra. Mellan 2005 och 2017 hade han rekordet för flest landskamper någonsin för Andorra. Han spelade 106 landskamper och gjorde på dem fyra mål. 

## Karriär
Óscar Sonejee inledde sin karriär i klubben FC Andorra år 1997. Där spelade han i fyra år innan han flyttade till Sant Julià i ett år. År 2002 flyttade han tillbaka till FC Andorra, där han tillbringade sex år. År 2008 kom han till Santa Coloma. 
Sonejee gjorde sin internationella debut för Andorras herrlandslag i fotboll i en 4-1-förlustmatch mot Estland år 1997. 

## Privatliv
Sonejee har indiskt påbrå och arbetar som försäkringsförsäljare. 

## Karriärstatistik

### Internationella mål
| Nr | Datum            | Plats                                                | Motståndare | Mål | Resultat | Typ           |
| -- | ---------------- | ---------------------------------------------------- | ----------- | --- | -------- | ------------- |
| 1. | 25 juni 1997     | Daugava stadion, Riga, Lettland                      | Lettland    | 1–4 | Förlust  | Vänskapsmatch |
| 2. | 24 april 2000    | Estadi Comunal d'Aixovall, Andorra la Vella, Andorra | Vitryssland | 2–0 | Vinst    | Vänskapsmatch |
| 3. | 9 september 2009 | Estadi Comunal d'Aixovall, Andorra la Vella, Andorra | Kazakstan   | 1–3 | Förlust  | VM-kval 2010  |
| 4. | 14 augusti 2013  | Stadionul Zimbru, Chișinău, Moldavien                | Moldavien   | 1–1 | Oavgjort | Vänskapsmatch |

### Landslagsstatistik
| År     | Matcher | Mål |
| ------ | ------- | --- |
| 1997   | 2       | 1   |
| 1998   | 7       | 0   |
| 1999   | 9       | 0   |
| 2000   | 8       | 1   |
| 2001   | 6       | 0   |
| 2002   | 5       | 0   |
| 2003   | 7       | 0   |
| 2004   | 7       | 0   |
| 2005   | 8       | 0   |
| 2006   | 5       | 0   |
| 2007   | 9       | 0   |
| 2008   | 4       | 0   |
| 2009   | 6       | 1   |
| 2010   | 2       | 0   |
| 2011   | 4       | 0   |
| 2012   | 3       | 0   |
| 2013   | 3       | 1   |
| 2014   | 3       | 0   |
| 2015   | 8       | 0   |
| Totalt | 106     | 4   |